# The Vancouver Regiment
The Vancouver Regiment, littéralement « Le Régiment de Vancouver », était un régiment de l'Armée canadienne des Forces armées canadiennes. Il fut créé à Vancouver en Colombie-Britannique en 1924. En 1936, il fut amalgamé avec The Irish Fusiliers of Canada qui adoptèrent alors le nom de The Irish Fusiliers of Canada (The Vancouver Regiment).

## Histoire
The Vancouver Regiment fut créé à Vancouver en Colombie-Britannique le 15 mai 1924 lorsque le 1st British Columbia Regiment (Duke of Connaught's Own) fut divisé en trois régiments, les deux autres étant le 1st British Columbia Regiment (Duke of Connaught's Own) (aujourd'hui The British Columbia Regiment (Duke of Connaught's Own)) et The Westminster Regiment (aujourd'hui le Royal Westminster Regiment). Le 1er juin 1936, il fut amalgamé avec The Irish Fusiliers of Canada qui adoptèrent alors le nom de The Irish Fusiliers of Canada (The Vancouver Regiment).

## Annexe